# Vilanova i la Geltrú
Vilanova i la Geltrú (phát âm tiếng Catalunya: [ˌbiɫəˈnɔβə j ɫə ʒəɫˈtɾu]) (trong tiếng Tây Ban Nha và trong lịch sử có tên gọi là "Villanueva y Geltrú") là một thành phố ở tỉnh Barcelona, Catalonia, Tây Ban Nha và thủ phủ Garraf comarca. Trong quá khứ, khu vực này một cảng cá, hiện nay thành phố này có dân số khoảng 66.000 người, và cách Barcelona 40 km về phía Tây Nam, có cự ly cách khu vực nghỉ mát ven biển nổi tiếng Sitges khoảng 10 km về phía đông bắc.
Thị trấn này có lịch sử lâu dài và trải qua một qua một thời kỳ phát triển rực rỡ trong suốt thời kỳ Lãng mạn với bằng chứng là sự giàu có của những tòa nhà sang trọng thế kỷ 19. Quảng trường, Plaça de la Vila, và nhiều công trình công cộng mang tính biểu tượng của nó được tài trợ bởi Josep Tomàs Ventosa Soler (1797-1874), một ông trùm dệt làm giàu ở Cuba. Một tượng đài có bức tượng bằng đồng Ventosa đứng ở trung tâm của quảng trường. Một tượng đài giống nhau đứng ở Matanzas, Cuba, nơi cả hai bức tượng đều bị giả mạo.

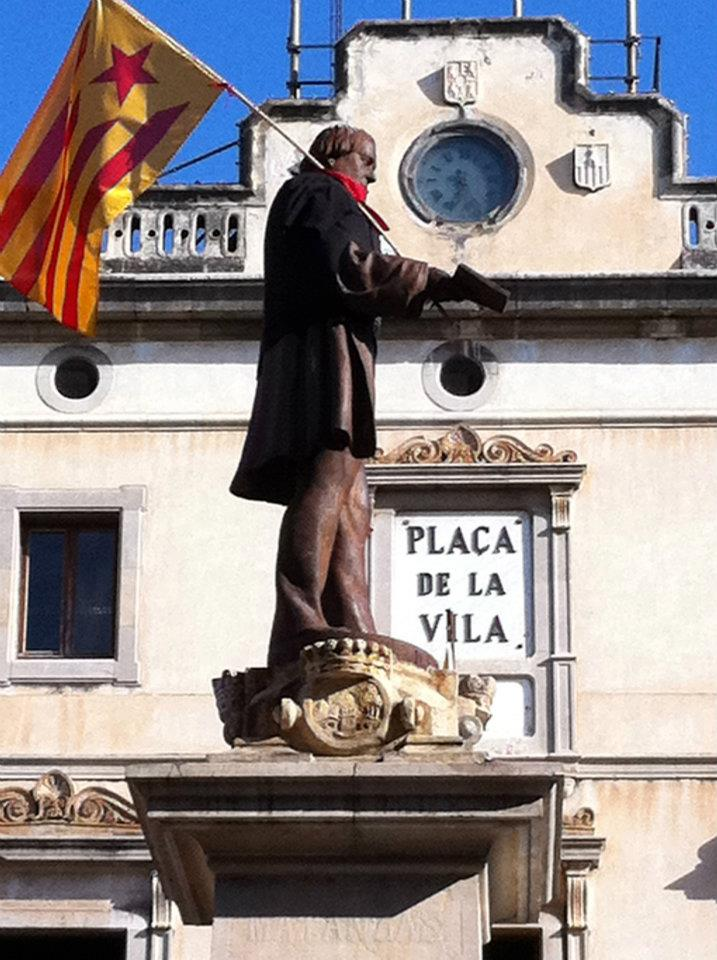
Tượng đài ân nhân của thành phố Josep Ventosa giữ cờ độc lập của estelada hoặc Catalan.

Trong thời kỳ độc tài Tây Ban Nha, một số lượng lớn những người chạy trốn khỏi đói nghèo ở miền Nam Tây Ban Nha định cư tại Vilanova, đôi khi họ được các sử gia gọi là "kẻ trốn chạy của chủ nghĩa phát xít". Mặc dù họ có kinh nghiệm thành kiến, họ trở nên ngày càng được chấp nhận và được biết đến như els altres Vilanovins hoặc "các Vilanovins khác." Đến năm 1970, phần lớn dân số của thị trấn đã được sinh ra ở nơi khác. Trong thập niên đầu của thế kỷ 21, đã có một làn sóng nhập cư khác (gọi là nouvinguts hoặc "người mới đến"), thời gian này chủ yếu từ Bắc Phi, Nam Mỹ và Đông Âu.

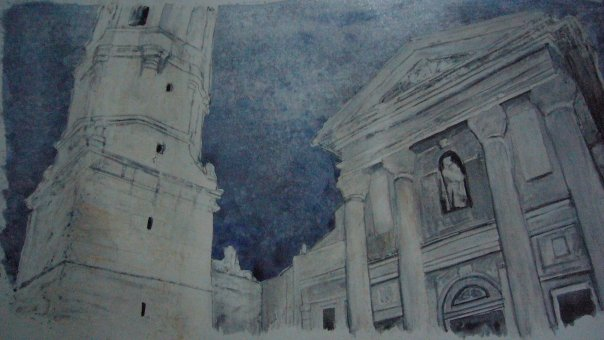
Nhà thờ San Antoni

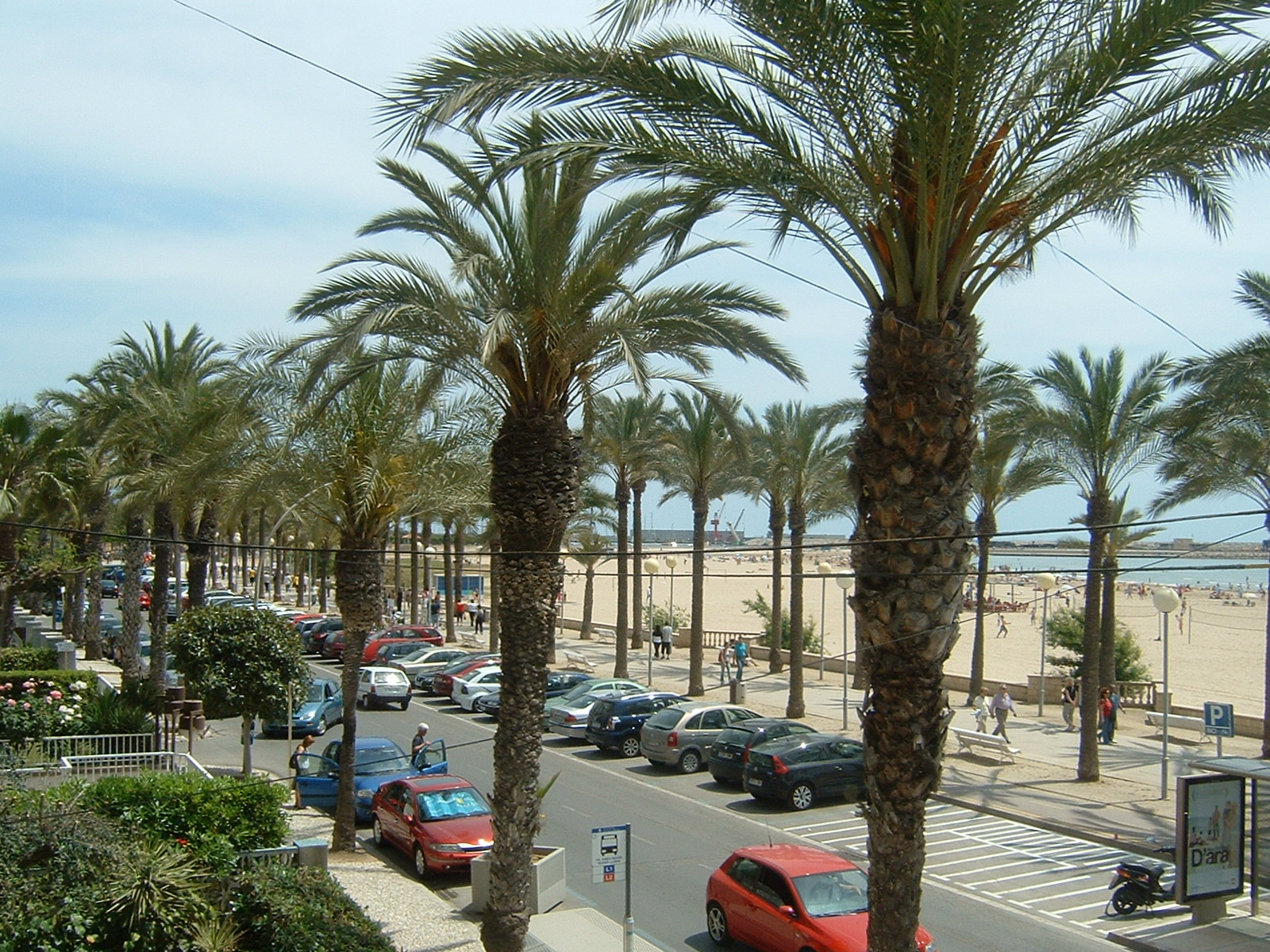
Passeig Ribes Roge